# NGC 5823
NGC 5823（Caldwell 88）は、コンパス座にある散開星団である。おおかみ座との境界近くに位置する。